# Эстерле, Джозеф
Джозеф Эстерле (фр. Joseph Oesterlé; род. 1954, Эльзас, Франция — французский математик, независимо от Дэвида Массера в 1985 году сформулировавший ABC гипотезу. Эта гипотеза является в настоящее время одной из важнейших нерешённых проблем в анализе диофантовых уравнений.